# Jón úr Vör

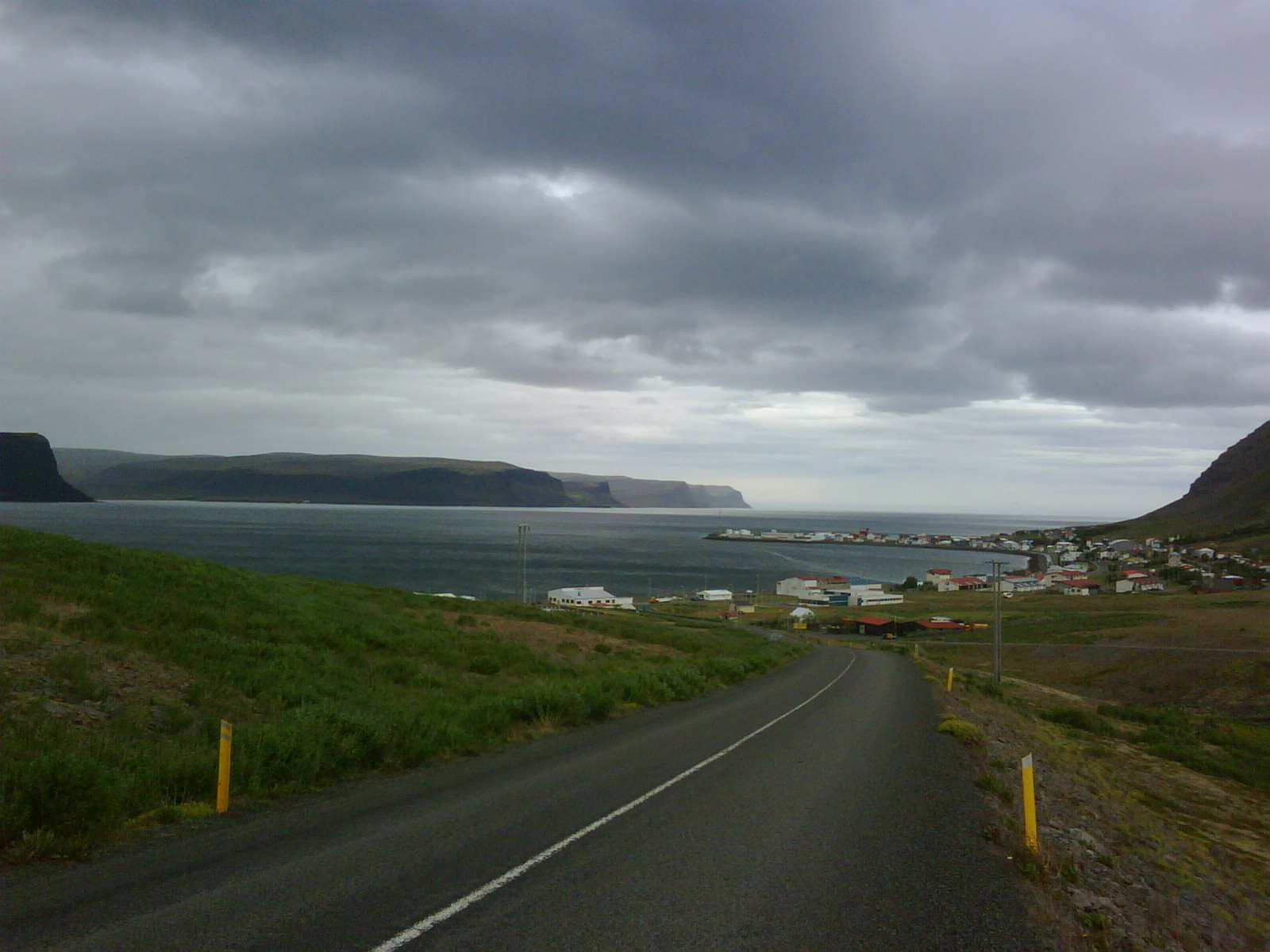
Patreksfjörður

Der Schriftsteller Jón úr Vör (eigentlicher Name: Jón Jónsson) (* 21. Januar 1917 auf dem Hof Vatneyri am Patreksfjörður, Island; † 4. März 2000 in Kópavogur, Island) war ein isländischer Dichter, Herausgeber und Bibliothekar.

## Leben
Jón Jónsson, der sich später als Schriftsteller Jón úr Vör nannte, wurde in eine arme Familie mit insgesamt 15 Kindern hineingeboren.
Als es der Mutter gesundheitlich schlecht ging, wurde der 2½-jährige Jón zu Zieheltern auf den Hof Geirseyri gegeben. Diese fassten große Zuneigung zu ihm und er blieb weiterhin bei ihnen, auch als es der Mutter wieder besser ging. Er konnte aber trotzdem eine enge Beziehung zu seiner eigentlichen Familie aufrechterhalten.
Er war zunächst in der Grundschule im nächstgelegenen Ort Patreksfjörður in den südlichen Westfjorden Islands. Danach ging er für zwei Jahre in die weiterführende Schule Núpsskóli etwas weiter im Norden am Dýrafjörður. In den Ferien arbeitete er zu Hause, u. a. beim Fischfang und kaufte sich von seinem ersten Lohn Lyrikbände, u. a. Svartar fjaðrir von Davíð Stefánsson.
Auch er selbst begann in jungem Alter Gedichte zu verfassen. Mit 18 Jahren zog er nach Reykjavík und konnte dort erste eigene Lyrik veröffentlichen. In Reykjavík brachte er sich mit vielfältigen Arbeiten durch und besuchte gleichzeitig eine Abendschule. Er arbeitete z. B. als Verkäufer und auch im Wegebau.
Ab 1938 hielt sich Jón zu Studienzwecken im Ausland auf, in Schweden, auch in der Schweiz und reiste durch West- und Mitteleuropa. Zu Beginn des Zweiten Weltkrieges jedoch kehrte er nach Island zurück.
Dort arbeitete er als Herausgeber und beim Rundfunk. U. a. gab er die Kulturzeitschrift Útvarpstíðindi heraus.
Jón heiratete und ließ sich schließlich in Kópavogur nieder, wo er weiterhin als Herausgeber, als Redakteur und als Antiquar arbeitete, vor allem aber als Bibliothekar.
Er starb im Jahre 2000.

## Werk
Sein erster Gedichtband Ég ber að dyrum kam 1937 heraus und war sofort ein Erfolg. Manchmal litt er damals noch unter Heimweh nach den Westfjorden, was sich z. B. in seinem Gedicht Heim niedergeschlagen hat.
Der zweite Gedichtband war Stund milli stríða und erschien 1942.
Nach dem Krieg hielt er sich wieder eine Zeit lang in Schweden auf und schrieb dort Gedichte, die in dem Band Þorpið (“Das Dorf”) 1946 herausgegeben wurden. Ein Beispiel sei ein Auszug aus einem Gedicht in deutscher Übersetzung

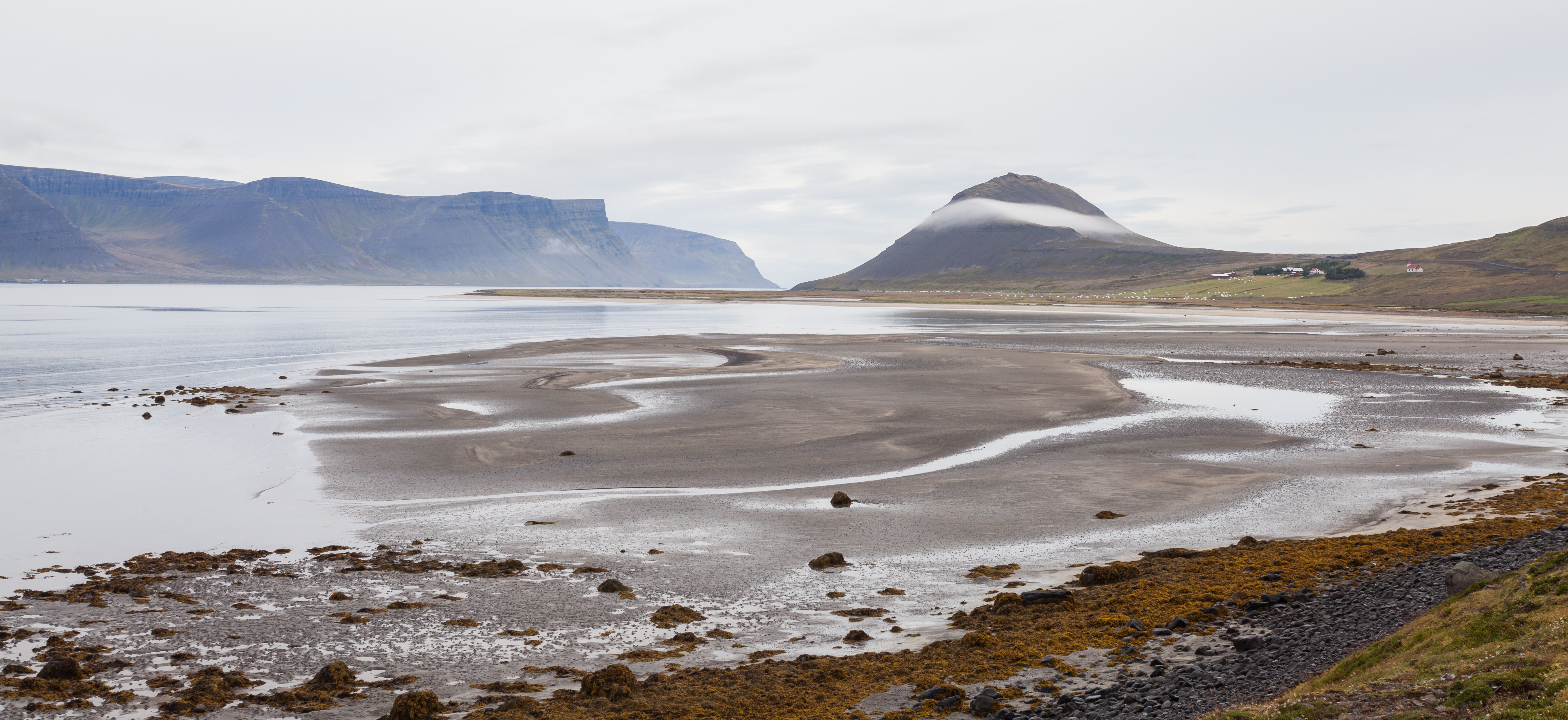
Im Dýrafjörður

Die letzten Wintermonate
Und erinnerst du dich an die langen,
milchkargen Tage mitten im Winter
der letzten Monate Fang zweiter Wahl,
das Brunnenhaus
und des Wasserstrahls klares Lied,
Boote in ihren Schuppen,
mit Sackleinen bedeckt,
Schafe am Ufer
und kalte Füße
und Abende lang wie die Ewigkeit selbst,
oft wurde damals mit Ungeduld auf
Fangwetter gewartet und frischen
Fisch für den Topf.(...)
Mit diesen Werken löste er heftige literaturwissenschaftliche Diskussionen in seinem Heimatland aus, da er sich inzwischen der offenen Form zugewandt hatte und damit weder Reime noch ein Versmaß einsetzte. Dies war in Island zu der Zeit noch höchst ungewöhnlich. Auch hatte sich der Schriftsteller inzwischen politisch links orientiert. Andererseits erschienen die Gedichte auch in Übersetzung in Schweden und wurden dort sehr gut aufgenommen. Daraufhin änderte sich die allgemeine Einstellung zu diesem Schriftsteller und seinem Werk auch in Island und er wurde dort fortan anerkannt.
Jón úr Vör ist einer der Mitbegründer des Isländischen Schriftstellerverbandes. In dessen und in seinem Namen hält man nun jährlich in Kópavogur einen Lyrikwettbewerb ab.
1986 war er für den Literaturpreis des Nordischen Rates nominiert.

### Primärliteratur
- Þorpið – Das Dorf, von Jón úr Vör, aus dem Isländischen übertragen von Sigrún Valbergsdóttir und Wolfgang Schiffer, mit Zeichnungen von Kjartan Guðjónsson, Queich Verlag 2014, ISBN 978-3-939207-21-4.